# Svetište Gospe od Altöttinga
Svetište Gospe od Altöttinga, poznato i kao Kapela milosti (njem. Gnadenkapelle), nacionalno je svetište Bavarske posvećeno Blaženoj Djevici Mariji. To je svetište jedno od najznačajnijih i najposjećenijih hodočasničkih mjesta u Njemačkoj i Europi, a često ga nazivaju i njemačkim Lourdesom. Zagovoru Gospe od Altöttinga pripisuju se mnoga čudesna ozdravljenja o kojima svjedoči mnoštvo zavjetnih darova izloženih u trijemu koji okružuje kapelu. U unutrašnjosti Kapele milosti čuvaju se srca bavarskih vladara.

## Povijest
Datiranje izgradnje Kapele milosti u razdoblje između 8. i 10. stoljeća još uvijek izaziva mnoge prijepore. Već je 748. godine Altötting bio rezidencija Agilolfinga, najstarije bavarske vojvodske obitelji.
Četrdeset godina kasnije to je mjesto postalo kraljevskom rezidencijom Karolinga, franačke plemićke dinastije. Iz tog doba najvjerojatnije potječu temelji i oktogonski oblik tadašnje kapele. Pretpostavlja se da je ranobizantska osmerokutna crkva San Vitale u Ravenni (početak 6. stoljeća) graditeljima poslužila kao uzor za vojvodsku krstionicu. Ta pretpostavka svrstava Kapelu milosti u istu arhitektonsku tradiciju s najranijim razdobljem izgradnje katedrale u Aachenu, čiji su se graditelji također poslužili oblikom oktogona. Godine 907. grad i rezidencija bili su opustošeni u invaziji Mađara, a tom je prilikom samo osmerokutna krstionica ostala neoštećena. Godine 1494. središnjoj su konstrukciji dodani brod i šiljasti toranj. Oko kapele je 1517. izgrađen trijem, a sakristija je dograđena 1686. godine.
Stoljećima su svetište Gospe od Altöttinga opsluživali franjevci kapucini. Jedan od članova tog rimokatoličkog crkvenog reda, brat Konrad od Parzhama (1818. – 1894.) ondje je služio kao vratar više od 40 godina. Tijekom života postao je poznat po svojoj mudrosti, dobroti, svetosti i mnogim čudesnim ozdravljenjima, a papa Pio XI. proglasio ga je 1934. godine svecem Katoličke Crkve.
Altötting je u studenome 1980. godine posjetio i tadašnji papa Ivan Pavao II., u čijoj je pratnji bio i kardinal Joseph Ratzinger koji je rođen u obližnjem Marktlu. Dana 11. rujna 2006. Joseph Ratzinger se kao novoizabrani papa Benedikt XVI. vratio u svetište i darovao svoj biskupski prsten koji je nosio dok je kao nadbiskup službovao u Münchenu. Taj prsten danas je dio žezla u ruci Gospe od Altöttinga.

## Legenda
Svjetskoj popularnosti Altöttinga kao mjesta hodočašća Majci Božjoj pridonosi i legenda o događaju iz 1489. godine kada se, prema usmenoj predaji, tamo dogodilo sljedeće čudo: trogodišnji dječak pao je u rječicu Mörnbach i utopio se. Pronađeno beživotno tijelo dječaka očajna je majka donijela u kapelicu posvećenu Majci Božjoj, stavila ga na oltar i zajedno s ostalim vjernicima počela moliti za spas svoga sina. Nakon kratkog vremena život se vratio u tijelo naizgled mrtvog djeteta, a legenda kaže i da je spašeni dječak kasnije zaređen za svećenika.

## Vanjske poveznice

### Sestrinski projekti
|  | Zajednički poslužitelj ima još gradiva o temi Svetište Gospe od Altöttinga |

### Mrežna mjesta
- (njem.) Gnadenort Altötting (službene mrežne stranice)
- www.kathedralen.net – Gnadenkapelle Altötting, Bayern (fotografije)